# تعاونية المتوكلة الحي (بئر طمطم)
تعاونية المتوكلة الحي هو دُوَّار يقع بجماعة بئر طم طم، إقليم صفرو، جهة فاس مكناس في المملكة المغربية. ينتمي الدوّار لمشيخة بئر طمطم التي تضم 11 دوار. يقدر عدد سكانه بـ 131 نسمة حسب الإحصاء الرسمي للسكان والسكنى لسنة 2004.

## روابط خارجية
- البوابة الوطنية للجماعات الترابية نسخة محفوظة 12 مارس 2018 على موقع واي باك مشين.
- المندوبية السامية للتخطيط